# Bad Boys Bound~TOKIO II~
《Bad Boys Bound~TOKIO II~》는 1995년 7월 3일 발매한 TOKIO의 2번째 정규 앨범.

## 설명
- 첫 번째 앨범 《TOKIO》이후로 7개월 2주 만에 발매한 앨범. 텀은 TOKIO 앨범 통틀어 가장 짧다.
- 이 기간에 발매한 모든 싱글과 커플링 곡이 수록되었지만, 4번째 싱글이자 타이틀인 《ハートを磨くっきゃない》만 미수록되었다.

## 수록곡
1. 未来派センス
2. JULIET
3. 抱きしめたかった
4. うわさのキッス
5. Girl
6. 彼女（アイツ）によろしく
7. この夜を越えて
8. 哀しみのBeliever
9. ぼくの伯父さん〜My uncle is a　nice guy〜
10. 渡せないエンジェル
11. やっと会えた